# ラジオ深夜便小劇場
ラジオ深夜便小劇場（ラジオしんやびんしょうげきじょう）は、NHKラジオ第1・FMで放送されるラジオ深夜便で不定期に企画・放送されたラジオドラマシリーズ（1時台の特集コーナーで放送）である。

## 概要
番組は、著名作家が発表した短編小説を30 - 40分程度のラジオドラマとして構成するもので、女優の中村メイコが番組スタート当初からメイン主演を担当する他、著名俳優・声優も多数出演した。
再放送などが行われることもままあったが、それでも新作が作られ続けてきたものの、2007年ごろには再放送そのものもなくなり、以後放送は確認できていない。末期のころには、ラジオ第1のホームページ上で、深夜便小劇場のHPが作られて宣伝するなど、新たな展開も見せていた。